# Sumber Rejo (Pandaan)
Sumber Rejo is een bestuurslaag in het regentschap Pasuruan van de provincie Oost-Java, Indonesië. Sumber Rejo telt 8416 inwoners (volkstelling 2010).